# Daniel Walsh
Daniel Walsh (Norwalk, 31 maggio 1979) è un canottiere statunitense, vincitore della medaglia di bronzo nell'8 con a Pechino 2008.

## Palmarès
- Olimpiadi

Pechino 2008: bronzo nell'8 con.
- Campionati del mondo di canottaggio

2006 - Eton: bronzo nell'8 con.